# بتروسبورت (مصر)
بتروسبورت «المصرية للخدمات الرياضية» هي إحدى شركات قطاع البترول المصري ومجال تخصصها الإستثمار الرياضي وتساهم في النهوض بالرياضة المصرية ورفع الوعي الرياضي لدى العاملين بقطاع البترول ولدى قطاعات أخرى عديدة في المجتمع المصري

## أهداف الشركة
تعمل الشركة في في مجال الإستثمار الرياضي عن طريق
- إنشاء الأندية والمنتجعات الرياضية والاجتماعية وإدارتها
- تنظيم البطولات والأحداث الرياضية والمهرجانات
- إنشاء شركات أو وحدات رياضية وطبية مستقلة
- تسويق الأنشطة الرياضية والإعلامية محليًا ودوليا
- إقامة وإدارة الفنادق وقاعات المؤتمرات التي تخدم هذه المجالات

## مشروعات الشركة

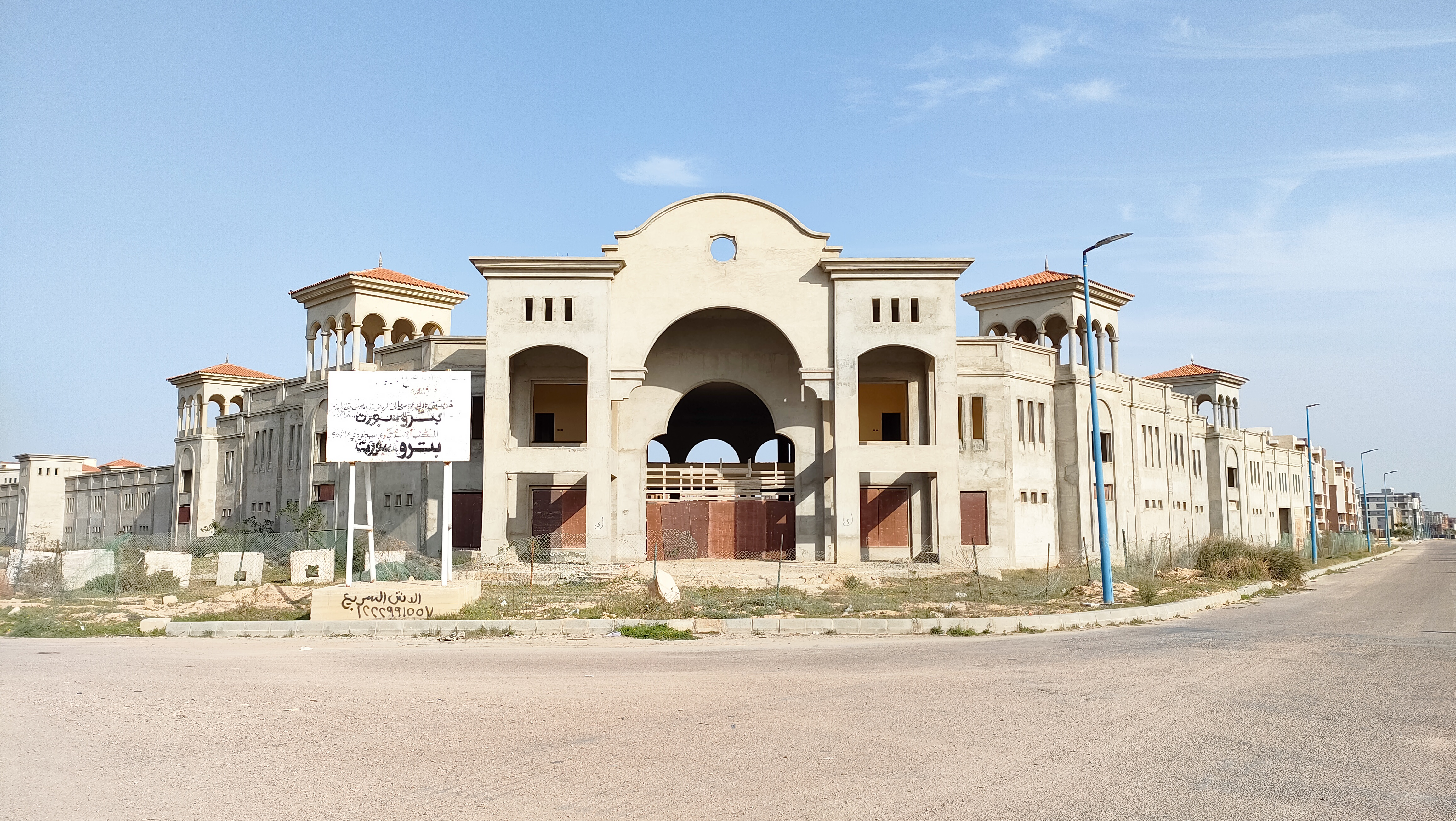
منتجع بتروسبورت ببرج العرب الجديدة

- ستاد بتروسبورت
- نادي القطامية الرياضي
- منتجع سكاي
- بتروسبورت السخنة
- بتروسبورت برج العرب الجديدة

## رؤساء الشركة
- زكريا السيد عبد الحليم (مايو 2020 - حتى الآن).[1]
- جلال سليمان.[2]
- محمد بدر الدين.[3]
- علي عطية.
- ياسر المغربي.
- خالد الحديدي.